# Я - син вільного роду
«Я – син вільного роду» — книга українського буковинського письменника Остапа Вільшини.

## Історія появи

Письменник Остап Вільшина в національному буковинському одязі

Книга вийшла у 2006 році завдяки чернівецькому видавничому дому «Букрек»,  ініціатору видання і його упоряднику професору Чернівецького національного університету імені Юрія Федьковича, доктору філологічних наук Богдану Мельничуку та фінансовій підтримці меценатів. 
Це перше видання окремою книгою творів письменника з Буковини Пентелейчука Юрія Пилиповича (1899—1924, псевдонім — Остап Вільшина).
До цього його твори друкувались у періодиці і колективних збірках, переважно у чернівецьких часописах — газеті «Каменярі» та журналі «Промінь», а також у львівському двотижневику «Світ дитини». 
Письменник робив спробу видати свої твори, але вона виявиласz невдалою. Рукопис зберігся і був використаний при формуванні змісту виданої тепер книги. 
У книгу «Я — син вільного роду» ввійшли, крім тих, які були взяті з рукопису «З-над Пруту», також твори надруковані в газеті «Каменярі», місячнику «Промінь», львівському студентському віснику «Поступ», львівському журналі «Світ дитини» та календарі «Зоря» на 1924 рік.

## Назва книги
Для назви книги видавці взяли перший рядок вірша Остапа Вільшини:
«Я – син вільного роду,

Гірської син краси,

Де змалку про свободу

Шумлять мені ліси.

Мій рід кайдан не знає,

Неволі не терпить,

Свободу лиш кохає

Й лиш нею дорожить.»

## Зміст
Книга містить такі розділи:
- Лірика;
- Переспіви;
- Гумор;
- Дітям
- Публіцистика. Критика.

Основний принцип порядку розташування в книзі художніх творів — хронологічний, який, на думку упорядника: «дає змогу простежити творчу еволюцію їх автора»
В книзі «Я — син вільного роду» художнім творам Остапа Вільшани передує ґрунтовна літературознавча розвідка — аналіз творчості Вільшани — Богдана Мельничука «Назавше двадцятип'ятилітній».
В Додатку приведено спогади дружини  і брата Остапа Вільшани, а також його близького друга, публіциста та громадсько-політичного діяча Івана Стасюка.